# アッシュル・ニラリ4世
アッシュル・ニラリ4世（Aššur-nērārī IV、maš-šur-ERIM.GABA、「アッシュルは我が助け」、在位：前1019/1018年-前1013年）はアッシリアの王。『アッシリア王名表』において第94代のアッシリア王として登場する。彼の6年という短い統治は、混乱と同時代碑文の欠如によって特徴づけられる。

## 来歴

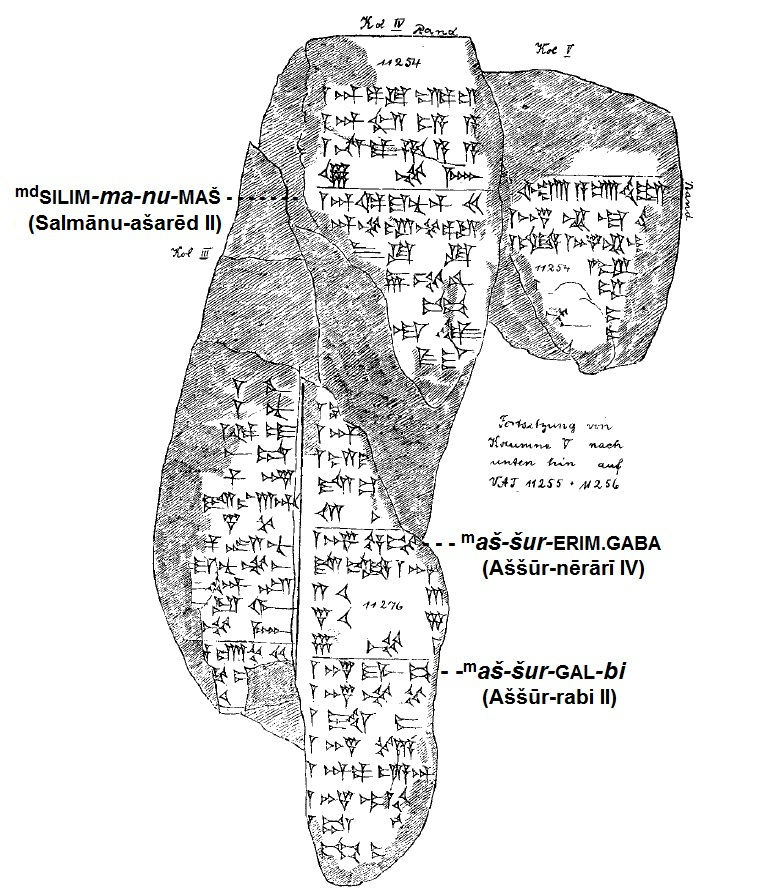
KAV21を写したシュローダーの線画。このリンム表はアッシュル・ニラリ4世の6年の在位と彼の前任者及び後任者双方を示している。

アッシュル・ニラリ4世は父シャルマネセル2世（シャルマヌ・アシャレド2世）の跡を継いだ。父王の12年間の治世は混乱の中で終わったように思われ、リンム表における彼の治世の最後のリンムは欠落しており、ša ar[ki si...]「リンム、（前年のリンムの名）の後」と記録されている。アッシュル・ニラリ4世はその治世の最初の年にリンムを務めたが、翌年はša EGIR maš-šur-「アッシュル...の後（の年）」と記され、その後の全ての年が連番と「同上（ditto）」を意味するウィンケルハーケンで記録された。この時代の間の波乱に満ちた事件の数々故に、リンムは任命されなかった可能性が高い。
バビロンの王、ニヌルタ・クドゥリ・ウツル1世（在位：前987年-前985年）は『対照王名表（Synchronistic Kinglist）』においてアッシュル・ニラリ4世と対になる王とされている。しかし、伝統的な年代学はアッシュル・ニラリ4世に対応する実際のバビロン王は、より古い時代のシンバル・シパク（在位:前1025年-前1008年）であったことを示唆している。後のアッシリア王アッシュル・ナツィルパル2世（アッシュル・ナツィル・アプリ2世）はアトリラ（Atlira）市の占領の文脈で「シビル（Sibir）、カルドニアシュの王」に言及している。彼の年代記において、また歴史家たちは、一応この人物をシンバル・シパクに同定しており、アッシュル・ニラリ4世の時代にシンバル・シパクが対アッシリアの戦争に従事していたとしている。
彼の後継者はおじのアッシュル・ラビ2世であり、以前の王アッシュル・ナツィルパル1世（アッシュル・ナツィル・アプリ1世）の年少の息子である。王位継承を巡る状況は不明である。アッシリアの君主権力において、おじが甥の地位を継承するケースは一般的に簒奪であるが、『アッシリア王名表』ではアッシュル・ニラリ4世の地位が簒奪されたことは示されていない。

## 記録
1. ↑  Khorsabad Kinglist, tablet IM 60017 (excavation nos.: DS 828, DS 32-54), iv 8.
2. ↑  Nassouhi Kinglist, Istanbul A. 116 (Assur 8836), iv 21.
3. 1 2  Eponym List KAV 21, tablet VAT 11254, iv.
4. ↑  Synchronistic Kinglist, Ass 14616c (KAV 216).